# Ilača
Ilača är en ort i Kroatien.   Den ligger i länet Srijem, i den östra delen av landet, 250 km öster om huvudstaden Zagreb. Ilača ligger 90 meter över havet och antalet invånare är 1 014.
Terrängen runt Ilača är platt. Runt Ilača är det ganska glesbefolkat, med 43 invånare per kvadratkilometer. Närmaste större samhälle är Vukovar, 19,5 km norr om Ilača. Trakten runt Ilača består till största delen av jordbruksmark.